# Nuxt.js
Nuxt.js est un framework gratuit et open source basé notamment sur Vue.js et Node.js. Le framework est présenté comme un « meta-framework pour créer des applications universelles ». Le terme « universel » signifie que le code de l'application est initialement exécuté par le serveur et ensuite dans le navigateur client,. L'application construite peut ainsi être utilisée dans un navigateur comme une application web monopage mais elle peut aussi être utilisée comme un ensemble de pages générées par le serveur. Le framework permet aussi la génération de pages web statiques qui peuvent être servies par n'importe quel serveur web.
L'utilisation de ce framework a de nombreux avantages comme l'amélioration des processus de l'optimisation pour les moteurs de recherches du fait du rendu côté serveur des pages web avant leur envoi vers le client ce qui n'est pas fait de manière générale dans les applications web monopages. En utilisant Nuxt.js les sites webs peuvent ainsi inclure des interfaces utilisateurs plus complexes tout en gardant les avantages du rendu HTML côté serveur.
De manière générale, Nuxt.js propose aux développeurs Vue.js une certaine abstraction pour faciliter le développement et la configuration d'une application web (configuration de Webpack et de tous les outils de développement JavaScript associés, accès à un écosystème de modules, démarrage d'un projet plus rapide, etc.), ce qui permet aux développeurs de gagner du temps en se concentrant davantage sur le code au cœur de leurs applications.